# سيئ جدا
سيئ جداً (بالإنجليزية: Superbad)‏ هو فيلم كوميديا أمريكي من إخراج جريج موتولا وبطولة جونا هيل ومايكل سيرا وكريستوفر مينتز-بلاز. الفيلم من تأليف ايفان غولدبرغ وسيث روغن، اللذان عملا على السيناريو منذ أن كانا في الثالثة عشر من عمرهم، وأكملا مسودة منه بحلول الخامسة عشر.
الفيلم يركز على ثلاثة طلاب ثانوية يحاولون شراء الكحول من أجل حفلة، وفي أثناء ذلك يمرون بمواقف مضحكة ومجنونة.

## ممثلون
- جونا هيل بدور سيث
- مايكل سيرا بدور إيفان
- كريستوفر مينتز-بلاز بدور فوغل (المعروف ب"مكلافين")
- سيث روغن بدور الشرطي مايكلز
- بيل هيدر بدور الشرطي سليتر
- إيما ستون بدور جولز
- مارثا مكايسك بدور بيكا
- أفيفا فاربر بدور نيكولا
- جو لو ترغليو بدور فرانسيس
- كيفين كوريجان بدور مارك

## روابط خارجية
- الموقع الرسمي
- سيئ جدًا على موقع IMDb (الإنجليزية)
- سيئ جدًا على موقع ميتاكريتيك (الإنجليزية)
- سيئ جدًا على موقع الموسوعة البريطانية (الإنجليزية)
- سيئ جدًا على موقع روتن توميتوز (الإنجليزية)
- سيئ جدًا على موقع نتفليكس (الإنجليزية)
- سيئ جدًا على موقع قاعدة بيانات الأفلام العربية
- سيئ جدًا على موقع ألو سيني (الفرنسية)
- سيئ جدًا على موقع Turner Classic Movies (الإنجليزية)
- سيئ جدًا على موقع أول موفي (الإنجليزية)
- سيئ جدًا على موقع بوكس أوفيس موجو (الإنجليزية)